# Cimbalom
A cimbalom két verővel ütve megszólaltatott húros hangszer, a citerafélék családjába tartozik. Vízszintes helyzetű, trapéz formájú, dobozszerű hangszerteste van, melyen teljes szélességben diatonikus vagy kromatikus hangolású húrok sorakoznak.
Régi, népi változata a kiscimbalom, ez magyar nyelvterületen már ritkaság, de az alpesi országokban, Kelet-Európában, a Balkánon ma is használatos. Továbbfejlesztett változata a nagyobb, hangtompító pedállal ellátott, lábakon álló pedálcimbalom, melyet Schunda Vencel József budapesti hangszergyáros alkotott meg a 19. század vége felé, majd a 20. században idősebb és ifjabb Bohák Lajos fejlesztett tovább.

## A hangszer neve

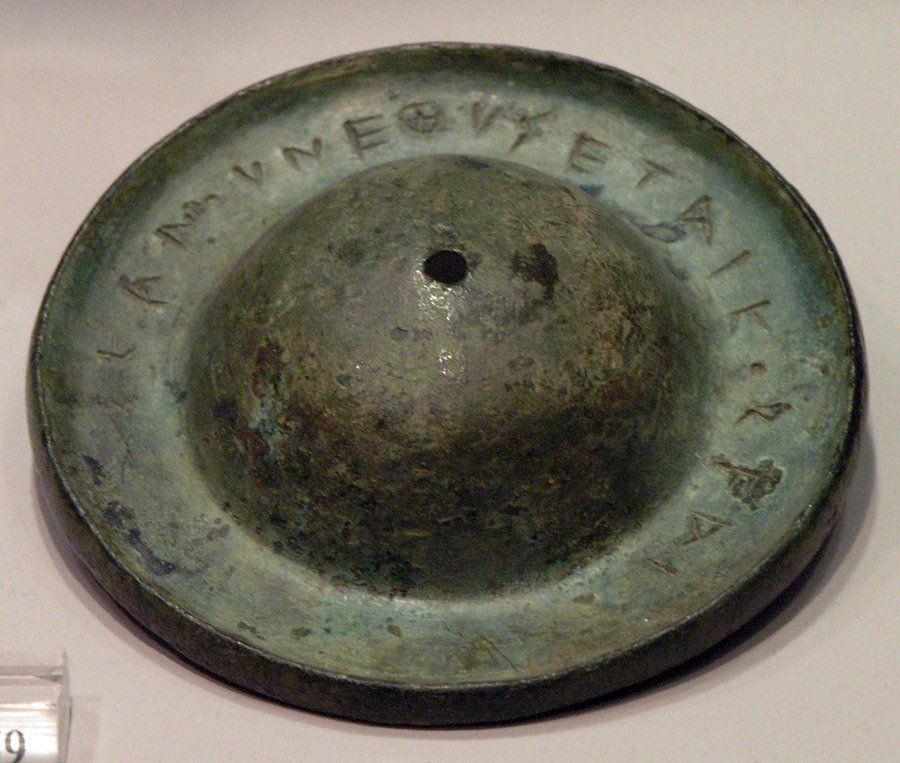
Antik görög kümbalon

A kümbalon (κύμβαλον a κύμβη ’fazék, tál’ + βάλλειν ’dob, üt’ szavakból) ókori idiofon hangszer. Kétféle típusa ismert, az egyik párosával egymáshoz ütött tányér- vagy harangszerű eszköz, a másik kétágú villás nyélre szerelt tányérokból áll (többes számban kümbala).
Az Ószövetségben ilyen jellegű hangszerek a meciltajim (מְצִלְתַּיִם) és a celcelim (צֶלְצְלִם). A Vulgata e hangszerneveket a görög kümbalon latinosításával egyformán a cymbalum szóval fordítja. A középkortól kezdve a harangjátékot nevezik így, majd a szó több hangszernév ihletője is lett, mint például a francia cymbales (cintányér), az olasz cembalo (csembaló) vagy a magyar cimbalom.

## Felépítése
A cimbalom egyenlő szárú trapéz körvonalú citeraféle hangszer. Húrjai a hangszer teljes szélességében, a trapéz szárai mentén elhelyezett tőkék között futnak sajátos, csak erre a hangszertípusra jellemző elrendezésben. Régebbi, kisebb, lábak nélküli változatát ma kiscimbalomnak nevezzük, megkülönböztetésül a modernizált, lábakon álló pedálcimbalomtól.

### Kiscimbalom

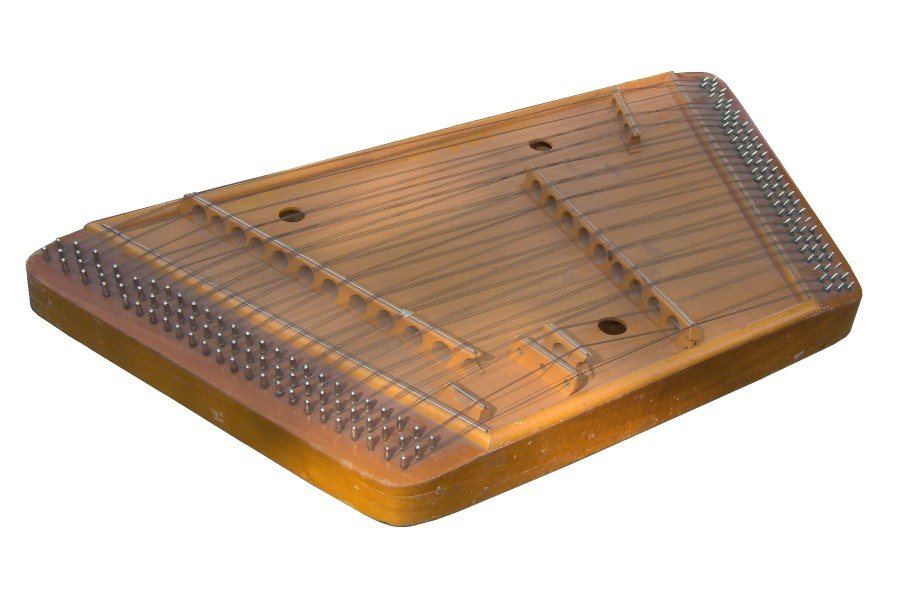
Kiscimbalom

A kiscimbalom a magyar nyelvterületről napjainkra már szinte teljesen eltűnt, Magyarországtól nyugatra népi hangszerként még előfordul Tirolban és Svájcban, használják még délszlávok, románok, szlovákok, fehéroroszok, ukránok.
A magyarországi kiscimbalmokat legtöbbször házilag, ritkábban erre szakosodott műhelyekben, változatos méretek alapján készítették. A legkisebb cimbalmok hangszertestének párhuzamos oldalai közül a hosszabbik 80 cm, a rövidebb 60 cm, a szárak 40 cm körüliek, a hangdoboz magassága 8–9 cm. A hangszernek nem csak a teteje, de a háta és oldalai is fenyőből készültek, a kétoldalt elhelyezett tőkék, melyeken a húrtartó és a hangolószegek vannak, gyakran a keményebb jávorfából. Belső fém merevítést nemigen alkalmaztak, emiatt a hangszertest a sok húr feszítőerejétől az idők során gyakran deformálódott, teteje behorpadt. Hangkészlete a 19. század elején jobbára diatonikus volt, hangterjedelme két oktáv körüli, például g–g''.
A kiscimbalmot zenéléshez asztalra vagy felállított üres hordóra tették, ha ilyen nem volt, a játékos az ölébe helyezte.
A hangszert a 19. század során gyakran kritizálták a műveltebb zenészek. A kiscimbalom komoly hiányossága, hogy az erősen megütött húrok gyakran a szükségesnél tovább zengenek, a kézzel való tompítás pedig a játék folytonosságát nehezíti.

### Pedálcimbalom
A nagyméretű pedálcimbalom az 1870-es években született meg a budapesti Schunda Vencel József hangszergyárában. Méretei megnövekedtek: a hangdoboz párhuzamos oldalai 140, illetve 95 cm hosszúak, szárai 74 cm-esek, magassága 15 cm. Hangsora C-től e'''-ig terjed, a legalsó néhány hang kivételével temperált, kromatikus lett. A hangszer lábakat is kapott, majd 1874-ben hangtompító pedállal is felszerelték, amivel a régi cimbalmok egyik legkellemetlenebb hiányosságát sikerült kiküszöbölni. Az új hangszerváltozat a kiscimbalmot néhány évtized alatt a perifériára szorította.

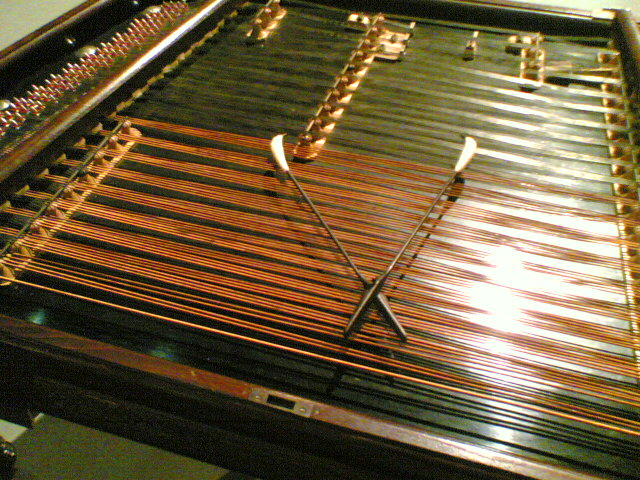
Bohák-cimbalom és verők

A cimbalmot a 20. század során többek között idősebb és ifjabb Bohák Lajos fejlesztette tovább. A Schunda- és a Bohák-cimbalmok között a fő különbség, hogy az előbbinél a hangszertetőn találhatóak a hangnyílások, és legalsó három húrja általában E, D, C, míg az utóbbin kétoldalt van a hangnyílás, és basszushúrjai végig kromatikusak: E, Esz, D, Desz, C. A Bohák-rendszerű cimbalmok mérete és hangereje nagyobb a Schunda-féléknél.
A modern cimbalom húrjainak feszültsége összesen 100 000 N (10 tonnasúly) körüli, a hidakra gyakorolt nyomóerejük pedig nagyjából 10 000 N (1 tonnasúly). Hogy a hangszer teste e hatalmas erőknek ellenálljon, a rétegelt anyagból készült tőkék, a különlegesen erős keret és a hangszertest belsejében a húrok irányában fekvő két vasgerenda elengedhetetlenek. A 3–9 mm vastagságú fenyő rezonánstetőt a rostokra merőlegesen futó, majd az ezekre újra merőlegesen ragasztott gerendák erősítik. A tető és a 4 cm körüli vastagságú fenéklemez közé 17–23 db, a hegedű lélekfájához hasonló fenyőfa rudacska ékelődik.
A pedálcimbalom hangereje a zongoráéval vetekszik. A dinamikai árnyalás lehetőségei talán még jobbak is, mint a zongorán, hiszen itt a zenész és hangszere közötti kapcsolat közvetlenebb. A zongorától eltérően a zenész a hang színezetét is befolyásolhatja a verő fajtájának megválasztásával.

## Húrozása
A cimbalom acélhúrokkal van felszerelve. A mai cimbalmokon egy-egy hanghoz a basszusban maximum három, feljebb négy azonosan hangolt húr tartozik, ezeket a húrcsoportokat húrkórus-nak nevezik. A húrok fisz-ig sodrottak, ezek hármasával, vagy legalul kettesével, egyesével vannak felrakva. Felfelé g-től már sima acélhúrok vannak, ezek négyes kórusokat alkotnak. A húrok a hangszer bal oldali tőkéjébe vert húrtartó vagy akasztószögektől a jobb oldali tőkéhez csatlakozó hangolószögekig futnak.

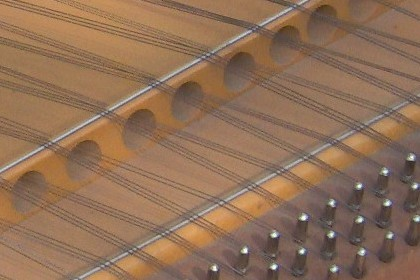
Egy kiscimbalom húrkórusai, átvezetésük a hídon, a híd furatain, jobbra lent a hangoló szögek

A húrok furatokkal ellátott hidak által, vagy húrkórusonként egy-egy sakkfigurára hasonlító baba révén adják át rezgésüket a hangszertetőnek. Ezek a hidak, babák húrlábként funkcionálnak, de nem csak akusztikai szerepet látnak el. Azáltal, hogy a húrok nagyon tompa szögben megtörnek rajtuk, a hidak megfelelő elrendezésével – úgy, hogy az egyik híd fölött futó húr a másik nyílásán halad át és fordítva – elérhető, hogy az egymás utáni húrkórusok egymáshoz képest eltérő síkban legyenek. Így a húrok a hidak közelében, a megütés helyén kiemelkednek környezetükből, csökkentve annak kockázatát, hogy megütésükkor véletlenül egy szomszédos, nem kívánt hang is megszólal.
A hidak alkalmazása lehetővé teszi a húrkórusok hosszának megosztását is, tehát hogy egy húrkórus két különböző hangot adhasson ki attól függően, hogy a megosztás helyétől balra, vagy jobbra ütik meg. A cimbalmon a fisztől felfelé minden második húrkórusnál 2:3 arányú megosztást alkalmaznak; az adott húrkóruson ennek megfelelően az így létrejövő hangok egymással kvint hangközt alkotnak: g'–c', a'–d', h'–e' és így tovább. A legmagasabb hangoknál a húrkórusokat háromfelé osztják. Ezekkel az eszközökkel elérhető, hogy a cimbalom tetőlapjának nem túl nagy felületére viszonylag sok hang férjen.
Mind a kiscimbalomnak, mind a pedálcimbalomnak kétféle hangolása, húrelrendezése lehet: az általánosan elterjedt „magyar” és az egyre ritkább „zsidó” hangolás. A „zsidó hangolás” elnevezés a zenészek szerint onnan ered, hogy az ilyen hangszeren az f alatti hangoknál a jobb és bal oldalon megszólaltatott hangok fel vannak cserélve, ahogy a héber írás is a latinhoz képest fordított irányban halad. Az ilyen hangolás főleg a Dunántúl nyugati részén volt elterjedt.

## Megszólaltatása
A cimbalom megszólaltatására két darab dió- vagy akácfából készült verőt használnak. A verő hosszúsága 34 cm, vastagsága változó, a legvékonyabb részén 5 mm körüli. Fogantyúrészének hossza 8 cm, a legegyszerűbb esetben laposra van faragva, háromujjas fogáshoz a felső részén a mutatóujj számára kis mélyedés található. A „puha” verő kissé felfelé ívelt formájú, 5–8 cm hosszú fejrésze vattapólyával van betekerve. A „kemény” verő feje csupasz, vagy ütőfelületén filc- vagy bőrcsík van.
A hangszín variálása céljából a zenészek megfordíthatják a verőt, annak kemény fogantyúrészével ütve a húrokat. Nagy ritkán pizzicatót is alkalmaznak: nem verővel ütik a húrokat, hanem a hüvelyk- és mutatóujj (vagy középső ujj) körmével csipkedik egy-egy húrkórus szélső húrjait.
A kortárs zeneszerzők cimbalomra írt műveikben néha egyéb verőféleségeket is előírnak, sőt a preparált zongora mintájára a preparált cimbalom sem ismeretlen fogalom.
A verő hagyományos „háromujjas” tartásakor a zenész a fogantyút behajlított mutató- és középső ujja közé szorítja, hüvelykujjal pedig felülről megtámasztja. A fogantyú vége a tenyérbe simul. Rácz Aladár cimbalomművész a verő tartásának új módját vezette be: a háromujjas, laza tartás helyett marokra fogta. Az ilyen játéktechnikához készült verő nyele négyzetes hasáb alakú, a kényelem érdekében puha bőrrel van bevonva. A cigányzenészek ilyen verőt nem használnak.

## Zenei használata
A cimbalmot elsősorban cigányzenekarokban használják. Szólóhangszerként is megállja a helyét, de szerepe főleg a dallamkíséret, a hangzás töltése, díszítése, akkordok megszólaltatása. Legfontosabb, legsajátabb kifejezőeszközei az akkordfelbontások, arpeggiók, futamok, tremolók.
A cigány muzsikusok a cimbalmozást hagyományosan egymástól ellesve, öröklött mesterségként sajátítják el, de már a 19. század óta több-kevesebb szerepet kapott a zeneiskolai tanulás is. Szinte minden cigányzenész cimbalmos tud kottát olvasni, a cigányzenekarok által általában előadott dúr-moll dallamokat pedig hallás után azonnal, kotta nélkül is képesek harmonizálni, lekísérni.
A falusi parasztbandák amatőr vagy félhivatásos cimbalmosai ezzel szemben a hangszert szinte kizárólag dallamjátékra használták, használják. A harmóniai kíséret legfeljebb a domináns–tonika váltás jelzéséig terjed. Kocsmákban, borkimérésekben, lakodalmakban a cimbalmos régebben szívességből, vagy csekély juttatásért egymaga szolgáltatta a zenét. A 19–20. század fordulóján a cimbalom „nemzeti” hangszerként műkedvelő polgári körökben is népszerű volt; klasszikus és romantikus szerzők viszonylag egyszerűen játszható műveiből, népszerű operákból, operettekből, népies dalokból, divatos tánczenéből készült átiratokat adtak elő rajta.

## Története

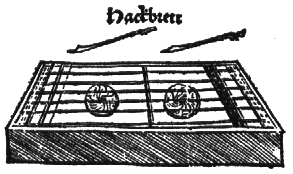
A Hackbrett Sebastian Virdung 1511-ben kiadott Musica getutscht című könyvéből

Több szerző a cimbalmot egy perzsa húros hangszer leszármazottjának tekinti. Habár még mindig találhatóak olyan vélekedések, miszerint a perzsa szantúr nevű hangszer az ókori asszír időszakból eredeztethető, az ókori asszír ábrázolásokban nincs nyoma ilyen hangszertípusnak, és egy szöghárfa-típust vélnek a szantúr korai ábrázolásának. Ez a II. Assur-nászir-apli asszír király (Kr. e. 883 – Kr. e. 859) kalhui (nimrudi) palotájában látható domborművön ábrázolt szöghárfa-típus azonban a vertikális tartásmód miatt nem tekinthető a cimbalommal analóg hangszertípusnak.
A cimbalom hangszertípus legkorábbinak vélt ábrázolása az 1139-ben íródott Egerton kódex Bizáncból származó elefántcsont könyvborítóján látható, ahol Dávid király egy trapéz alakú húros hangszeren játszik két hosszú pálcával, amelyeket a lefelé fordított tenyeres, pengetős játékmódtól eltérően, felfelé fordított tenyérrel tart. Emiatt néhány kutató már itt is, illetve a galiciai Santiago de Compostela-i katedrális 1184-re datálható „apokalipszis vénei” zenészábrázolásainak egyikénél ütős játékmódot feltételez és a hangszer megjelenését más hangszertípusokhoz hasonlóan, arab közvetítésű észak-afrikai átvétellel magyarázzák. Valójában az észak-spanyolországi Soria Santo Domingo templomának 1170-re datált archivoltján látható 24 apokalipszis vénei között található olyan pszaltériumon játszó zenész, aki két hosszú pálcával szólaltatja meg a hangszerét.
A már kétségtelenül ütött húros cimbalomábrázolások azonban csak a 15. századtól kezdenek elterjedni és délnémet nyelvterületről 1447-ből, szlovén nyelvterületről 1472-ből ismertek korai ábrázolásai. Az eddigi adatok tükrében kétséges, hogy egy keleti eredetű cimbalom terjedt el Európában a 15. századnál korábban, mert keleten a szantír elnevezéssel illetett hangszer a 14. századi ábrázolásokban még egy trapézforma pengetett hangszertípus, míg a qánún elnevezést a négyszögletű pengetett hangszerekre alkalmazták. Az ütött húros perzsa szantúr jelenleg ismert legkorábbi ábrázolása az iszfaháni Hast Behest-palota 1669-re datált festménye, ezért valószínűsíthető, hogy az ütéssel megszólaltatott szantúr cimbalomtípus nem sokkal korábban alakulhatott ki egy korábban pengetéssel megszólaltatott hangszerből vagy a nyugati cimbalmok hatására vették át az ütéssel megszólaltatott játéktechnikát. Az ütött húros perzsa szantúr korábban a 15. századra datált (Haraszti 1926, 39.) ábrázolásáról ma már tudjuk, hogy a Kádzsár-dinasztia idejében, 1840 körül készült. Ezért nem valószínű, hogy a hangszertípus a 15. századnál korábban megjelenhetett, mert a Kínában is elterjedt hangszertípus, amelynek elnevezése (jang-csin ’idegen csin’) is utal a hangszertípus átvételére, bizonyítottan csak a Ming-dinasztia idején, a 16. században jelent meg Kína Kuangtung tartományában.

### Nyugat-Európában
Nyugat-Európában a cimbalom – a hasonló felépítésű, de pengetéssel megszólaltatott pszaltériummal együtt – fénykorát a 17. század végén, a 18. század első felében élte. A korabeli pásztor-divat hatására közkedvelt szalonhangszerré vált, de szonátákat, versenyműveket is írtak rá. Ebben az időben a cimbalom többek között divatos női és templomi hangszernek is számított. 1697 körül egy Hebenstreit Pantaleon nevű merseburgi német muzsikus – kora híres cimbalmosa – hangszerének egy tökéletesített, megnagyobbított változatát alkotta meg, amelyet pantalonnak neveztek el. A hangszer és készítője diadalmenetben járta be Európát, de mára az újítás feledésbe merült. A cimbalom zenei lehetőségeinek köre egyre bővült, a húrkórusok száma ekkoriban húsz és harminc között volt, egy-egy kórusban a húrok száma öt, hat, hét is lehetett. Egyes hangszereken a kampóshárfáknál alkalmazotthoz hasonló megoldással lehetett a húrokat megrövidíteni, hangjait fél hanggal megemelni.
Ez a virágzás nagyjából 1750-től lassan véget ért. A 19. századtól a cimbalom Nyugat-Európában már csak elvétve, népi hangszerként fordul elő, elsősorban az alpesi országokban.

### Magyarországon

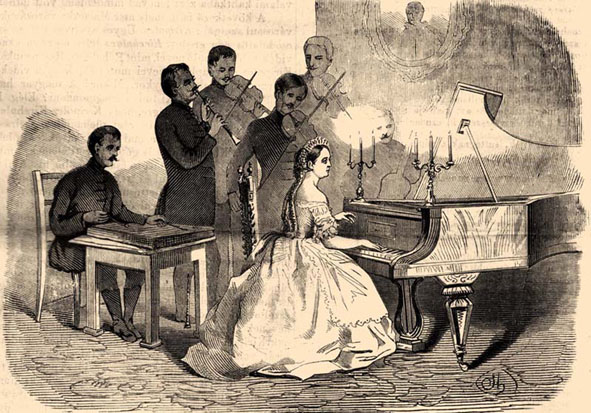
„Gróf Nákóné és czigányai a nemzeti színpadon” a Vasárnapi Ujság 1860. április 22-i számában

A történelmi adatok hiányossága miatt nagyon nehéz megállapítani, Magyarországon mikor és hogyan honosodott meg a cimbalom. A történelmi forrásokban való azonosítását még az is nehezíti, hogy a hangszerneveket, így a cimbalom nevet a régiek következetlenül, gyakran más hangszernevekkel összecserélve használták.
Az Anonymus által cythara szóval jelölt hangszerben többen hol a citera, hol a cimbalom ősét vélték felfedezni – azon az alapon, hogy később, a 16. században ez a szó valóban jelölhette e hangszereket is –, ezzel próbálva igazolni e hangszerek ősmagyar eredetét. Valószínűbb azonban, hogy a Gestában a szó csupán általános értelemben vett húros hangszert jelöl.
A cimbalom szó legelőször a 15. században, a Bécsi kódex Biblia-fordításában bukkan fel, de itt még az ókori zsidók kis cintányérszerű hangszereit jelöli, a görög kümbalon, a latin cymbalum magyarítása. A cimbalom szót a mai értelemben a 16. századtól kezdve használják, erre utalhat az 1567-ben említett Emericus Literatus Cymbalista személynév is.
Egy 1543-as keltezésű, Bécsből írott levélben a következő olvasható: „A legkiválóbb egyiptomi hegedősök, a fáraók ivadékai játszanak itt. Ezek azonban nem ujjakkal pöngetik a húrokat, hanem faverővel verik s teli torokkal énekelnek hozzá.” Itt minden bizonnyal cimbalmon játszó cigány zenészekről van szó. Zrínyi György egy 1596-os levelében két, törököktől foglyul ejtett cigányzenészről ír. Egyiküknek kéthúrú, keleti vonós hangszere van, „a másiknak pedig cimbáliomja vagyon, olyan szabású, mint azkivel a deákok a misét éneklik, de nem fával veri, hanem mint az hárfát, csak az ujjaival kapdozza.”
„A cimbalom minden valószínűség szerint jóval korábban honosodott meg Magyarországon, mint a cigány. Ez a hangszer több évszázaddal Nagy Lajos és Zsigmond királyok ideje – a cigánytelepedés korszaka – előtt már itt volt Európában. Nagyon természetes tehát, hogy a magyar is csakhamar megismerkedett vele, ha csak éppenséggel nem hozta már magával az ázsiai őshazából.”
Érdekes, hogy azok a 16. századi Magyarországi dokumentumok, amelyek elsőként utalnak a cimbalomra, rögtön a – még itt meg nem honosodott, külföldi – cigányokkal hozzák azt kapcsolatba; ugyanakkor az is kiderül belőlük, hogy a hangszernek mind pengetett, mind faverővel ütött változatát ebben az időben már használták a magyarországi – nem cigány – muzsikusok, deákok.
Az Anonymus által is említett cythara szó a 16. században magyar földön már cimbalmot is jelenthetett: II. Lajos király 1525-ös számadáskönyvében „cytharán”, azaz nyilván cimbalmon játszó cigányoknak adott borravaló szerepel.
A 17. század során a magyar főúri zenében a cimbalom a dudával, hegedűvel, virginállal egyenrangú hangszer volt. A cigányzenekarokba azok kialakulásával egy időben, a 18. században került be, ekkoriban kezdődhetett széles körű elterjedése. A főúri zenekarokban a fokozatosan háttérbe szoruló duda kísérőszerepét vette át a cimbalom.
Elsősorban cigányzenekarok fontos tagja, de népi hangszerként is ismert, és Rácz Aladár cimbalomművész munkássága nyomán komolyzenei koncerteken is szerepet kap.

### A modern cimbalom

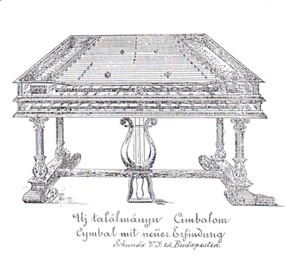
A Schunda-féle cimbalom

A nagyméretű, hangtompító mechanizmussal ellátott pedálcimbalom az 1870-es években született meg Schunda Vencel József hangszergyárában. A századfordulóra már több mint negyven hangszerkészítő gyártotta a Schunda-féle hangszerváltozatot. A cimbalmot a 20. század során többek között idősebb és ifjabb Bohák Lajos fejlesztette tovább.
Budapesten 1890 óta működik cimbalom tanszék. A Nemzeti Zenedében Allaga Géza volt az első tanszékvezetője, aki egyben az első cimbalom-iskola szerzője is.
Erkel Ferenc a Bánk Bán című operájában, Kodály Zoltán a Háry János című dalművében, majd szvitjében alkalmazott cimbalmot. Rácz Aladár az 1920-as években barokk zeneszerzők műveit kezdte előadni cimbalmon, nagy sikereket aratva a világ koncertpódiumain. Igor Sztravinszkij Rácz Aladár játékának hatására maga is tanult cimbalmozni, Ragtime és Renard című műveiben meg is szólaltatja a hangszert. A cimbalom számos 20. századi és kortárs zeneszerzőt inspirált cimbalomművek írására.
Rácz Aladár tanítványai, Gerencsér Ferenc, Szalai József, Tóth Elek teremtették meg azt a magyar cimbalomiskolát, amely kiváló cimbalmosok több generációját nevelte, és melynek a sok cimbalomra írt művet köszönhetjük. Fábián Márta, Szakály Ágnes, Herencsár Viktória, Szeverényi Ilona, Vékony Ildikó, Lukács Miklós, Farkas Rózsa és mások – a klasszikusok mellett – modern, kortárs szerzők darabjainak sokaságát mutatták be. A cimbalom ma is a koncerttermek gyakori szereplője, miközben a népzene, a népies műzene, a cigányzene terén is őrzi népszerűségét.

## Cimbalomra komponáltak

### Ismertebb zeneszerzők
- Erkel Ferenc: Bánk bán, Dózsa György
- Kodály Zoltán: Háry János-szvit, -daljáték, Kállai kettős (benne: két cimbalom)
- Claude Debussy: La plus que lente (1910 – zenekari változat)
- Igor Sztravinszkij: Rag-Time, Walzer és Polka, Renard
- Bartók Béla: I. rapszódia (zenekari változat)
- Pierre Boulez: Répons (1980–84)

### Kortárs magyar zeneszerzők
| - Arányi-Aschner György (1923) - Balassa Sándor (1935) - Bánkövi Gyula (1966) - Bogár István (1937–2006) - Bozay Attila (1939–1999) - Csemiczky Miklós (1954) - Csillag Péter (1938) - Demény Attila (1955–2021) - Dukay Barnabás (1950) - Durkó Zsolt (1934–1997) - Eötvös Péter (1944–2024) - Farkas Ferenc (1905–2000) | - Hidas Frigyes (1928–2007) - Hetessy Csaba (1968) - Hollós Máté (1954) - Horváth Barnabás (1965) - Huzella Elek (1915–1971) - Jeney Zoltán (1943–2019) - Károlyi Pál (1934–2015) - Király László (1954) - Kocsár Miklós (1933–2019) - Kondor Ádám (1964) - Kósa György (1897–1984) - Kovács Mátyás | - Kurtág György (1926) - Láng István (1933–2023) - Lendvay Kamilló (1928–2016) - Madarász Iván (1949) - Nagy Ákos (1982) - Olsvay Endre (1961) - Orbán György (1947) - Papp Lajos (1935–2019) - Patachich Iván (1922–1993) - Petrovics Emil (1930–2011) - Ránki György (1907–1992) - Sári József (1935) | - Sáry László (1940) - Serei Zsolt (1954) - Soproni József (1930–2021) - Sugár Miklós (1952) - Sugár Rezső (1919–1988) - Szokolay Sándor (1931–2013) - Szőnyi Erzsébet (1924–2019) - Tóth Armand (1955) - Vavrinecz Béla (1925–2004) - Vajda János (1949) - Vidovszky László (1944) - Zádor Jenő (1894–1977) |

## Cimbalmosok

### Magyarok

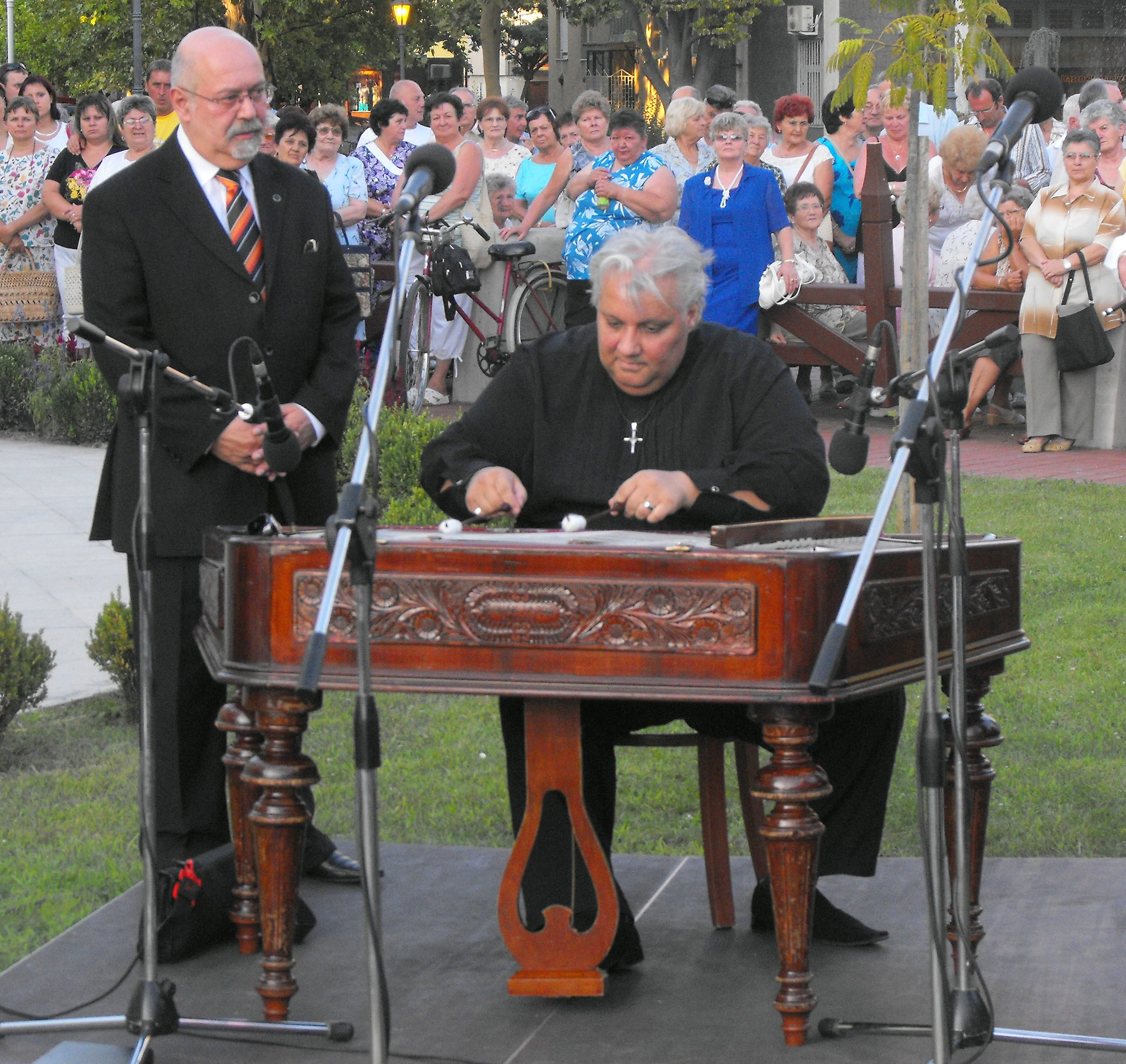
Ökrös Oszkár cimbalmon játszik Makón, a Fátyol Misi-szobor avatóünnepségén

- Allaga Géza (1841–1913) zeneszerző, gordonka- és cimbalomművész, cimbalomtanár.
- Balogh Kálmán népzenész, a Budapest Táncegyüttes cimbalmosa, a Balogh Kálmán Gypsy Cimbalom Band alapítója
- Farkas Gyöngyi cimbalomművész
- Farkas Jenő
- Farkas Rózsa
- Gelencsér János Dobroda zenekar
- Herencsár Viktória cimbalomművész, a Cimbalom Világszövetség elnöke
- Lukács Miklós
- Ökrös Oszkár cigányzenész, a 100 Tagú Cigányzenekar szólistája.
- Rácz Aladár (1886–1958)
- Szakály Ágnes cimbalomművész, cimbalomtanár
- Tárkány-Kovács Bálint Fonó, Tárkány művek
- Vékony Ildikó (1963–2009) cimbalomművész, cimbalomtanár

### Külföldiek
- Ginzery Enikő
- Toni Iordache román cimbalomvirtuóz, 1987-ben hunyt el
- Ioni Gyula Csíkszereda
- Toni Köves(-Steiner) cimbalomművésznő és -tanár
- Kateřina Zlatníková (Prága, 1939–2013) Németországban élt klasszikus cimbalomművésznő
- Ion Miu
- Marius Preda
- Giani Lincan

### Hangzó anyag
- Kodály Zoltán: Háry János, Intermezzo. YouTube
- Farkas Mihály és Lisztes Jenő duója. YouTube
- Liszt: II. magyar rapszódia (Gódor Erzsébet). YouTube